# 鹿丹村
22°32′12″N 114°06′06″E / 22.5368°N 114.1016°E
鹿丹村是中国广东省深圳市的一个福利房住宅区，现时正在重建。

## 历史
重建前的鹿丹村于1987年动工兴建，1989年落成，全村共有24栋7层楼宇，当时单位主要分配予政府官员、干部等，该村曾被评为“全国第一文明社区”。
后来由于居民在入住后不久，便发现楼宇多处墙身及天花板出现石屎剥落、钢筋外露、雨天漏水等问题，居民于2000年6月联名向深圳市代市长于幼军请愿，市政府调查后发现，鹿丹村在兴建时偷工减料，使用了大量海沙，导致盐份过高，侵蚀钢筋，随后宣布将鹿丹村在三年内清拆重建。
由于拆迁补偿问题，重建计划拖延了十多年，所有问题楼宇（连同毗邻红岭南苑的6栋楼宇）在2014年方正式清拆。